# РЕСО-Гарантия
САО «РЕ́СО-Гара́нтия» (полное наименование — Страховое акционерное общество «РЕСО-Гарантия») — одна из системообразующих российских страховых компаний, в 2020 году заняла 3-е место по объёмам собранной страховой премии — 108,3 млрд рублей, доля рынка 7 % (с учётом входящего перестрахования, без учёта ОМС).
Штаб-квартира — в Москве.
Компания создана в 1991 году как «Русско-Европейское страховое общество» (отсюда — РЕСО).

## Деятельность
Компания предлагает более 100 видов страховых услуг на основании лицензий ОС № 1209-03 (ОСАГО), ОС № 1209-04 (обязательное страхование гражданской ответственности владельцев опасных объектов), ОС № 1209-05 (обязательное страхование гражданской ответственности перевозчика), СИ № 1209 (добровольного имущественное страхование), СЛ № 1209 (добровольное личное страхование), ПС № 1209 (перестрахование). Все лицензии выданы Банком России 4 августа 2020 года.
За 2020 год «РЕСО-Гарантия» собрала 108,33 млрд руб. страховых премий по всем видам страхования, общая сумма страховых выплат составила 49,76 млрд руб.
Приоритетные виды страхования — автострахование (каско и ОСАГО), добровольное медицинское страхование (ДМС), страхование имущества, ипотечное страхование, страхование туристов, страхование от несчастных случаев.
В феврале 2024 года Банк России отозвал у «РЕСО-Гарантии» лицензию на оказание услуг обязательного государственного страхования военнослужащих и работников силовых структур в связи с отказом компании осуществлять такую деятельность.
| Вид страхования                                                               | Страховые премии, млн руб | Доля рынка | Место в ренкинге |
| ----------------------------------------------------------------------------- | ------------------------- | ---------- | ---------------- |
| Каско                                                                         | 28 287                    | 16,13 %    | 2                |
| ОСАГО                                                                         | 38 371                    | 17,44 %    | 1                |
| Добровольное медицинское страхование, включая страхование выезжающих за рубеж | 20 063                    | 11,34 %    | 2                |
| Страхование имущества                                                         | 38 372                    | 9,42 %     | 4                |
| Страхование от несчастных случаев                                             | 7 198                     | 3,56 %     | 7                |
| Все виды страхования, кроме ОМС                                               | 108 330                   | 7,04 %     | 3                |

Партнерами компании по перестрахованию являются компании Gen Re, Hannover Re, Swiss Re, Российская Национальная Перестраховочная Компания.
В конце 2020 года территориальная сеть «РЕСО-Гарантия» насчитывала 1400 филиалов и офисов продаж на территории России, в компании работало около 38,2 тыс. страховых агентов.
Компания «РЕСО-Гарантия» — участник ряда профессиональных страховых ассоциаций и пулов, а также бизнес-объединений: Всероссийский союз страховщиков, Российский союз автостраховщиков, Национальный союз страховщиков ответственности, Национальный союз агростраховщиков (НСА), Национальное бюро «Зеленая карта», Российский ядерный страховой пул, Российский антитеррористический страховой пул, Союз страховщиков Санкт-Петербурга и Северо-Запада, Московская торгово-промышленная палата, Франко-российская торгово-промышленная палата, Российско-Германская Внешнеторговая палата, Российско-Британская Торговая палата.
«РЕСО-Гарантия» — партнер Всемирного фонда дикой природы (WWF) с 2002 года.

## Рейтинги и рэнкинги
По итогам 2021 года «РЕСО-Гарантия» заняла 134-е место в рэнкинге «RAEX-600. Крупнейшие компании России» (за 2020 год - 112-е, за 2019 год - 130-е, за 2018 год - 119-е место).
В 2020 году «РЕСО-Гарантия» заняла 84-е место в списке крупнейших российских частных компаний Forbes, в 2021 году - 85-е.
В 2021 году «РЕСО-Гарантия» заняла второе место в рэнкинге российских импакт-инвесторов, составленном журналом Forbes.
В 2023 году Банк России опубликовал рэнкинг страховых компаний РФ по уровню жалоб на ОСАГО («индикатор потребительского риска» - количество жалоб на 10 тыс страхователей). Среди крупных страховых компаний «РЕСО-Гарантия» заняла последнее место в этом рэнкинге с минимальным коэффициентом жалоб, равным 0,043 (у лидера рэнкинга этот коэффициент достиг 1,543, а у первой в рэнкинге крупной компании составляет 0,790).

### Рейтинговые оценки
Рейтинговое агентство «Эксперт РА» в 2001 году присвоило компании рейтинговую оценку A++. Рейтинг был подтверждён в 2002 и в 2004 годах, затем в июле 2024 года понижен до А+, а в декабре отозван. В 2009 году рейтинг был возобновлён на уровне A++ и подтверждался на этом уровне до 2016 года. В 2017 году рейтинг был заменён на ruAA, в том же году повышен до ruAA+ и ежегодно подтверждается на этом уровне (2018-2024).
В 2025 году рейтинговым агентством АКРА компании была присвоена рейтинговая оценка AA+(RU) со стабильным прогнозом по национальной кредитной шкале и BBB со стабильным прогнозом по международной шкале.
В феврале 2020 года агентство «Национальные кредитные рейтинги» (НКР) присвоило «РЕСО-Гарантия» кредитный рейтинг «AAA.ru» (максимально возможный уровень оценки по методологии, применяемой к страховым компаниям) с прогнозом «стабильный». Эта рейтинговая оценка подтверждалась в 2021-2025 годах.
Международное рейтинговое агентство Standard & Poor’s в 2021 году вновь подтвердило «РЕСО-Гарантия» долгосрочный рейтинг финансовой устойчивости страховой компании и кредитный рейтинг эмитента  на уровне «ВВВ-», улучшив прогноз по нему со «стабильный» на «позитивный». В марте 2022 года, после вторжения России на Украину, рейтинг был поставлен под наблюдение, понижен до «CCC+» и затем отозван с 1 апреля (как и у всех российских компаний).

## Награды, премии, дипломы
«РЕСО-Гарантия» является победителем общенационального конкурса «Народная марка / Марка №1 в России» в номинации «Страховая компания» в 2018, 2013, 2011, 2009 и 2007 годах, многократным лауреатом премии «Золотая Саламандра».

## Группа РЕСО
Группа РЕСО была создана в 2004 году. В неё входит около 30 компаний различных направлений бизнеса, из которых основными являются:
- САО «РЕСО-Гарантия» (универсальный страховщик);
- ООО «ОСЖ „РЕСО-Гарантия“» (страхование жизни);
- OOO «СМК РЕСО-Мед» и ООО «МСК „Медстрах“» (обязательное медицинское страхование);
- ООО «РЕСО-Лизинг» (лизинг);
- Банк «РЕСО Кредит» (АО) (финансы)[37];
- АО «Юнити страхование» (имущественное и автострахование);
- ООО СПК «Юнити Ре» (перестрахование);
- ЗАО «СК «Белрострах» (универсальный страховщик, Белоруссия)
- СЗАО «РЕСО» (универсальный страховщик, Армения)
- СООО «РЕСО-БелЛизинг» (лизинг, Белоруссия)
- ООО «Медилюкс-ТМ» (сеть клиник Medswiss)
- ООО «Управляющая компания «Аврора Капитал Менеджмент»

Президент Группы РЕСО — Андрей Савельев.
Чистая прибыль группы РЕСО за 2020 год составила 23,4 млрд руб. (в 2019 год 9,8 млрд руб., в 2018 — 26,7  млрд руб.).
Выручка в 2020 году составила 128,9 млрд рублей.

### Слияния и поглощения
В 1993 году происходит слияние «Русско-европейского страхового акционерного общества» (РЕСО) и страхового общества «Наука», в результате возникает АООТ «Страховое общество «РЕСО-Наука (Гарантия)».
В 2001 году приобретена белорусская страховая компания «Бролли».
В декабре 2007 года была куплена белорусская страховая компания «Альвена».
В конце 2007 года группа приобрела «Атташебанк», небольшой коммерческий банк в Москве. В 2008 году он был переименован в «Банк РЕСО Кредит».
В феврале 2009 года активы РЕСО в Белоруссии были объединены — возникла компания ЗАО «СК „Белросстрах“».
В 2011 году шли активные переговоры по покупке головной компанией группы «РЕСО-Гарантия» одного из крупнейших российских страховщиков — компании ВСК, но сделка в результате не состоялась.
В 2016 году «РЕСО-Гарантия» приобрела ООО «Липецкое страховое общество «Шанс» (г. Липецк).
В 2018 году «РЕСО-Гарантия» и «РЕСО-Мед» приобрели 100 % медицинской страховой компании «Уралсиб». В том же году АО «МСК „Уралсиб“» было присоединено к ООО «СМК РЕСО-Мед».
В 2019 году группа РЕСО получила контроль над страховой медицинской организацией «Медстрах».
В 2019 году «РЕСО-Гарантия» купила российскую дочку «Эрго» крупной немецкой страховой компании ERGO International AG, с мая 2020 САО «Эрго» начало работать под новым наименованием — АО «Юнити страхование».
В 2019 году «РЕСО-Мед» приобрела 100 % красноярской медицинской страховой организации «Надежда», в 2020 году МСО «Надежда» была присоединена к «РЕСО-Мед».
В 2021 года компания приобрела сеть частных клиник MedSwiss (группа компаний ООО Медилюкс-ТМ) и управляющую компанию ООО «УК «Аврора Капитал Менеджмент».

### Общество страхования жизни «РЕСО-Гарантия»
ООО «ОСЖ „РЕ́СО-Гара́нтия“» (полное наименование — Общество с ограниченной ответственностью «Общество страхования жизни „РЕСО-Гарантия“») — страховая компания, занимающаяся страхованием жизни. Компания образована в 2006 году и является 100 %-ым дочерним обществом СПАО «РЕСО-Гарантия».
Регистрационный номер в Едином государственном реестре субъектов страхового дела (ЕГРССД) — 4008.
ОСЖ «РЕСО-Гарантия» осуществляет деятельность на страховом рынке на основании лицензий СЖ № 4008, СЛ № 4008 и ОС № 4008-02 (выданы Банком России 18 октября 2017 года).
Компания является членом Всероссийского союза страховщиков.
По итогам 2020 года компания заняла 22 место по объему собранной премии среди страховщиков жизни. По состоянию на 31 декабря 2020 года общий объем активов по данным компании по МСФО — около 8,9 млрд рублей. Общий размер собственных средств компании составляет более 1,3 млрд рублей, из которых 450 млн рублей — уставный капитал. 
В 2020 году компании был присвоен рейтинг «AA.ru» (прогноз «стабильный») от рейтингового агентства «Национальные кредитные рейтинги». Осенью 2021 года рейтинг был отозван.
За 2020 год сборы ОСЖ «РЕСО-Гарантия» составили 778 млн рублей, под страховой защитой находятся более 50 тыс. клиентов.
В 2020 году «РЕСО-Гарантия» занимала четвертое место по совокупному объему страховых премий с долей рынка 6,9% по данным «Эксперт РА».
Высокие темпы развития ОСЖ «РЕСО-Гарантия» отмечены получением деловой премии «Финансовый Олимп-2018» в категории «Страхование жизни (Динамика развития)».

### Страховая медицинская компания «РЕСО-Мед»
ООО «Страховая медицинская компания РЕСО-Мед» (ООО «СМК РЕСО-Мед») — страховая медицинская организация, работающая в системе обязательного медицинского страхования (ОМС) с 1992 года.
Уставный капитал компании составляет 306 млн рублей.
Регистрационный номер — 879.
«СМК РЕСО-Мед» осуществляет свою деятельность на основании лицензий Банка России СЛ № 0879 (выдана 22.09.2017) и ОС № 0879-01 (выдана 10.08.2017).
В 2006 году купила алтайскую медицинскую страховую компанию «АСКО-Мед». После объединения с МСО «Надежда» в 2020 году, «СМК РЕСО-Мед»  заняла 5-е место среди страховщиков ОМС в стране (обслуживает более 11,2 млн клиентов, контролирует около 8,4% рынка ОМС) и первое место по объему медико-экономических экспертиз.
Филиалы «СМК РЕСО-Мед» работают в следующих субъектах Российской Федерации: Алтайский край, Москва, Санкт-Петербург, Кабардино-Балкарская Республика, Красноярский край, Ленинградская область, Московская область, Нижегородская область, Орловская область, Пермский край, Башкирская Республика, Республика Карелия, Республика Хакасия, Тверская область, Челябинская область и Ярославская область.
Компания является членом Всероссийского союза страховщиков.

### Нестраховые активы группы РЕСО
Наиболее значимыми нестраховыми активами группы являются банк АО «РЕСО Кредит», лизинговая компания ООО «РЕСО-Лизинг» и группа медицинских компаний Medswiss.
Банк «РЕСО Кредит» (АО) — московский коммерческий банк, учрежден в 2004 году и осуществляет свою деятельность на основании лицензии Банка России № 3450. Является участником системы страхования вкладов, уставный капитал — 250 млн руб. По итогам 2020 года величина собственных средств банка в соответствии с МСФО составила 4,9 млрд руб., чистая прибыль – 1,07 млрд руб.
Банк имеет рейтинг кредитоспособности на уровне «ruВВВ», прогноз «позитивный», присвоенный рейтинговым агентством «Эксперт РА» и рейтинг «A.ru», прогноз «стабильный», присвоенный агентством «Национальные кредитные рейтинги» (НКР).
ООО «РЕСО-Лизинг» — лизинговая компания, созданная в 2003 году. Имеет собственную сеть продаж практически по всей территории России (открыто 66 филиалов) и дочернюю компанию в Республике Беларусь «РЕСО-Беллизинг».
По данным рейтингового агентства «Эксперт РА», ООО «РЕСО-Лизинг» занимает 9-е место в рэнкинге лизинговых компаний России по итогам 2020 года и 2-e место в сегменте лизинга легкового автотранспорта. В 2020 году компания заключила около 27 тыс. новых лизинговых контрактов на 85,7 млрд рублей. Лизинговый портфель - 87,8 млрд рублей.
Рейтинговое агентство «Эксперт РА» в 2012 году присвоило компании A+ (III), к 2016 году рейтинг постепенно вырос до A+ (I). В 2017 году он был заменён на ruA+ и подтверждался на этом уровне в 2018-2023 годах. В 2024 году повышен до ruAA-, подтверждён в 2025.
В мае 2021 года рейтинговое агентство Fitch Ratings присвоило ООО «РЕСО-Лизинг» долгосрочный рейтинг дефолта эмитента («РДЭ») на уровне «BB», прогноз «стабильный».
Сеть медицинских центров MedSwiss - российская сеть частных клиник. Основана в 2002 году, управляется ООО «Медилюкс-ТМ». В сеть входят 10 клиник в Москве и Санкт Петербурге, а также собственная служба помощи на дому, скорой помощи и медицинской лаборатории. Клиники оказывают амбулаторно-поликлиническую помощь, включая стоматологическое и педиатрическое отделение, имеют терапевтический и хирургический стационары, а также круглосуточный травмпункт.
В 2020 году на группу MedSwiss приходилось около 1% объема рынка частной медицины в России . Группа заняла 8-е место по выручке за 2019 год в рэнкинге «Топ 200 частных многопрофильных клиник» журнала Vademecum.

## Санкции
21 февраля 2024 года «РЕСО-Гарантия» включена в санкционный список Канады против организаций связанных с военно-промышленным комплексом».